# 매닉시브
매닉시브(Manixive)는 대한민국 부산을 베이스로 한 혼성 헤비메탈 그룹이다. 

## 역사
2013년 보컬에 오나은, 베이스에 박준용, 기타에 김세준과 김영목, 드럼에 윤건으로 매닉시브를 결성하였다. 윤건은 2013년 12월 31일 군입대 문제로 탈퇴하고 그 자리를 이완기가 메웠다. 2015년 8월 22일 이완기는 고별공연인 Under the Ground 이후로 매닉시브를 탈퇴하고 데릭으로 옮겼고, 새 드러머로 임경현을 영입하였다.
현재는 해체하였다.

## 구성원
- 오나은 (보컬)
- 박준용 (베이스/리더)
- 김세준 (기타)
- 김영목 (기타)
- 임경현 (드럼)

## 앨범 목록
- 2014년 1집 앨범 《Not A Puppet》